# Siedliczka
Siedliczka – potok długości około 7 km mający źródła na Wzgórzach Warszewskich w rejonie dawnej, nieistniejącej obecnie, wsi Goślice (gmina Police). 
Płynie przez Puszczę Wkrzańską i wieś Siedlice na Równinę Policką, do miasta Police.
W zlewni Siedliczki znajduje się kilka cieków wodnych, m.in. Sołtysi, Kiernik i Przemsza.